# Антония Вилчане
Антония Вилчане (на латвийски: Antonija Vilcāne) е латвийски учен (археоложка, доктор по история, изследовател в Института по история). Нейните интереси са насочени в изследването на древната латгалска могила на замъка Йерсика. Преподава курсове по „Археология“ в Резекнежката технологична академия.

## Биография
Антония Вилчане е родена на 16 януари 1956 г. в село Букос, район Прейли, Латвийска ССР (днес Латвия), СССР.